# Miscanthus violaceus
Miscanthus violaceus är en gräsart som först beskrevs av Karl Moritz Schumann, och fick sitt nu gällande namn av Pilg.. Miscanthus violaceus ingår i släktet miskantusar, och familjen gräs. Inga underarter finns listade i Catalogue of Life.